# ニック・ホーンビィ

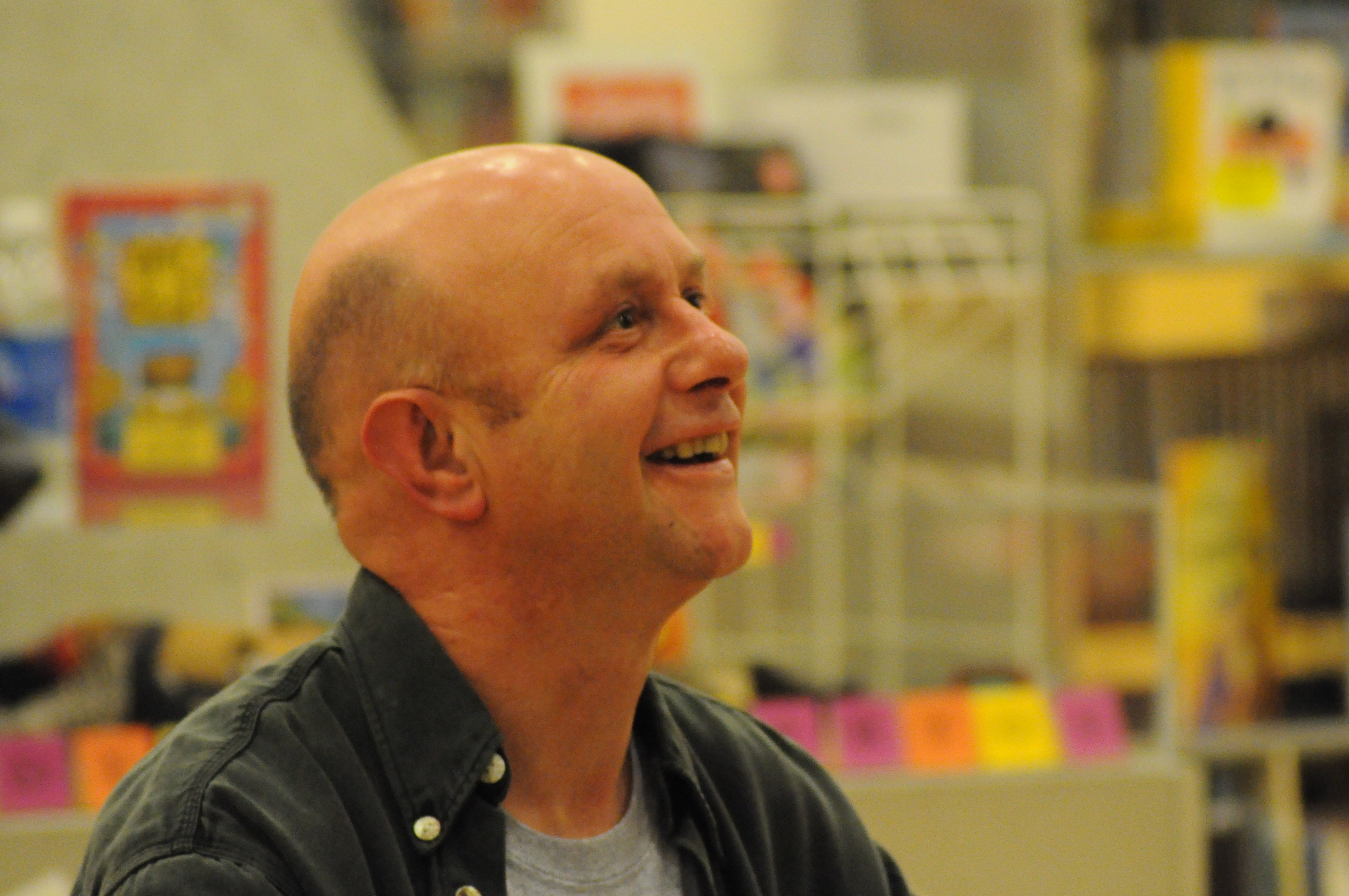
ニック・ホーンビィ（2009年）

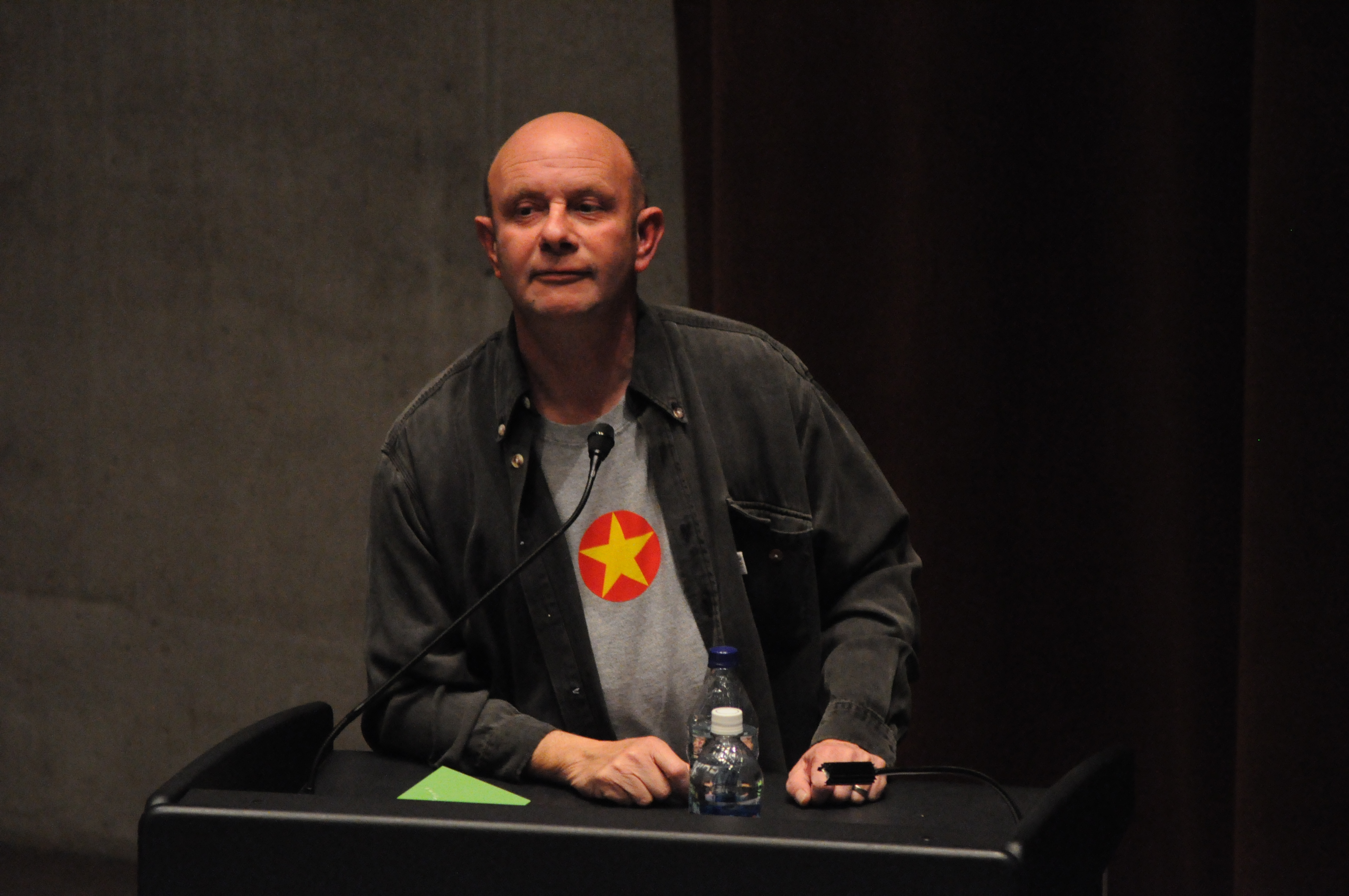
ニック・ホーンビィ（2009年）

ニック・ホーンビィ（Nick Hornby, 1957年4月17日 - ）は、イギリスの小説家、エッセイスト。

## 来歴
スポーツ（サッカー）、音楽に関する著作で知られる。
ケンブリッジ大学を卒業後、教員・会社員を経て、1992年にスポーツエッセイ『ぼくのプレミア・ライフ』でデビューする。これまでにデビュー作、『ハイ・フィデリティ』、『アバウト・ア・ボーイ』の3作品が映画化されている。『ぼくのプレミア・ライフ』はイギリスとアメリカでそれぞれ映画化されたが、アメリカ版では主人公が情熱を傾けているスポーツがサッカーから野球に改変されている。またアメリカでは、2003年にパトリック・デンプシー主演で『アバウト・ア・ボーイ』がテレビドラマ化されている。
2010年には、『17歳の肖像』で、米アカデミー賞の脚色賞にノミネートされた。
また2010年には、著作『ソング・ブック』などでファンだと公言していたアメリカ人シンガーのベン・フォールズと連名でアルバム『ロンリー・アヴェニュー』を発表している。このアルバムはホーンビィが書いた詞をベン・フォールズにメールで送り、その詞にフォールズが曲をつけるというスタイルで制作された。なお、このアルバムの訳詞は『ハイ・フィデリティ』や『アバウト・ア・ボーイ』などを翻訳した森田義信が担当している。
義兄弟に同じく作家、ジャーナリスト、政治評論家のロバート・ハリスがいる。

## 著作
小説
- 『ハイ・フィデリティ』 High Fidelity (1995年)
- 『アバウト・ア・ボーイ』 About a Boy (1998年)
- 『いい人になる方法』 How to Be Good (2002年)
- 『ア・ロング・ウェイ・ダウン』A Long Way Down (2005年)
- 『ガツン！』 Slam (2007年)
- Juliet, Naked(2009年)
- 『ア・ロング・ウェイ・ダウン』(集英社文庫)

ノンフィクション
- 『ぼくのプレミア・ライフ』 Fever Pitch (1992年)
- 『ソングブック』 31 Songs (2003年)
- The Polysyllabic Spree (2004年)

アンソロジー
- 『サッカー狂時代』 My Favourite Year: A Collection of Football Writing (1993年)
- The Picador Book of Sportswriting (1996年)
- 『天使だけが聞いている12の物語』 Speaking with the Angel (2000年)

映画化作品
- 『ぼくのプレミアライフ フィーバーピッチ』 Fever Pitch - 監督：デイヴィッド・エヴァンズ (1997年)
- 『ハイ・フィデリティ』 - 監督：スティーヴン・フリアーズ (2000年)
- 『アバウト・ア・ボーイ』 - 監督：ポール・ワイツ (2002年)
- 『2番目のキス』 - 監督：ボビー・ファレリー、 ピーター・ファレリー (2005年)
- 『15年後のラブソング』Juliet, Naked - 監督:ジェシー・ペレッツ (2018年)

映画脚本
- 『17歳の肖像』- 監督:ロネ・シェルフィグ(2009年)
- 『わたしに会うまでの1600キロ』 - 監督：ジャン＝マルク・ヴァレ (2014年)
- 『ブルックリン』(2015年)

## ディスコグラフィー
- 『ロンリー・アヴェニュー』 Lonely Avenue - ベン・フォールズ/ニックホーンビィ名義(2010年)